# بوقرون (بوقرون)
بوقرون هو دُوَّار يقع بجماعة ارفالة، إقليم أزيلال، جهة بني ملال خنيفرة في المملكة المغربية. ينتمي الدوّار لمشيخة بوقرون التي تضم دوارين. يقدر عدد سكانه بـ 1642 نسمة حسب الإحصاء الرسمي للسكان والسكنى لسنة 2004.

## روابط خارجية
- البوابة الوطنية للجماعات الترابية نسخة محفوظة 12 مارس 2018 على موقع واي باك مشين.
- المندوبية السامية للتخطيط